# Czarny żwir
Czarny żwir (niem. Schwarzer Kies, tytuł roboczy: Haut für Haut) – zachodnioniemiecki dramat filmowy z 1961 w reżyserii Helmuta Käutnera. Zdjęcia kręcono m.in. w pobliżu Ramstein w zachodnim Palatynacie.

## Fabuła
Na niewielkiej wsi Sohnen w Niemczech Zachodnich (Palatynat) powstaje w 1960 amerykańska baza wojskowa. W rejonie tym wkrótce zamieszkuje 6000 żołnierzy amerykańskich i chociaż nikt ich tak naprawdę nie lubi, wszyscy prowadzą z nimi interesy, np. przerabiają stodoły na bary w stylu amerykańskim lub dobrze zarabiają podczas budowy lotniska wojskowego. Z wielu miejsc zjeżdżają się prostytutki. Na budowie pracuje m.in. Robert Neidhardt, człowiek bez złudzeń, który chce wyłącznie szybko zarobić. Dostarcza on tytułowy żwir do umacniania pasa startowego. Największe zyski przynosi mu jednak handel na czarnym rynku, na którym sprzedaje niemieckim przedsiębiorcom budowlanym żwir kradziony z budowy. Kiedy policja chce zlikwidować tego rodzaju interesy, musi uciekać i w trakcie jazdy przejeżdża dwóch przechodniów. Choć nie jest winny wypadku, nie zgłasza się na policję. Przez swoją bezwzględność popadnie w skrajność. Ważny wątek filmu stanowi miłość Niedhardta do Inge.

## Recenzje
Film stanowi mieszankę gatunków: dramatu robotniczego, filmu rodzajowego, historii miłosnej i obrazu noir. W pesymistyczny sposób analizuje głęboko podzielone po wojnie Niemcy, nie widząc możliwości na wykorzenienie pozostałości narodowego socjalizmu. Film został oprotestowany przez Centralną Radę Żydów i ocenzurowany, jako częściowo antysemicki. Otrzymał kategorię wiekową 18+, a ostatecznie, po atakach krytyki wycofany z dystrybucji. W 1990 kategorię wiekową dla wersji ocenzurowanej obniżono do 16+, a wersja pełna została ponownie wydana w 2009 (de facto po raz pierwszy).
Według historyka kina, Lotte H. Eisner, film jest zawstydzającym świadectwem upadku kina niemieckiego. Może być uznany za jednostronny i przesadny. Krytyk Oliver Nöding stwierdził natomiast, że Käutner dokonał w tym obrazie niezwykłego wyczynu, jakim jest stworzenie filmu, który potrafi urzekać perfekcyjnie skonstruowaną fabułą i dramaturgią, a także, iż jest to dzieło pełne uroczych postaci i opowieści. Niemcy pokazywane przez reżysera tkwią w otchłani pomiędzy swoją przeszłością a nadchodzącą przyszłością, której posłańcy nadlatują już nisko i z ponaddźwiękową prędkością. Większość Niemców wciąż zmaga się z kacem moralnym po wojnie, w którą wszyscy byli zaangażowani, podczas gdy należy już przygotować się do nowego. Käutner zapożycza wiele z amerykańskiego filmu noir, m.in. ujęcia właściwe dla czarno-białej klasyki lat 40. XX wieku. Silne jest rozdarcie między „tu i teraz” a nieograniczonymi możliwościami jutra.